# Sant Ginèis de Coiron
Saint-Gineis-en-Coiron és un municipi francès situat al departament de l'Ardecha i a la regió d'Alvèrnia-Roine-Alps. L'any 2007 tenia 97 habitants.

## Demografia

### Població
El 2007 la població de fet de Saint-Gineis-en-Coiron era de 97 persones. Hi havia 32 famílies de les quals 12 eren unipersonals (4 homes vivint sols i 8 dones vivint soles), 8 parelles sense fills i 12 parelles amb fills.
La població ha evolucionat segons el següent gràfic:
Habitants censats

### Habitatges
El 2007 hi havia 78 habitatges, 45 eren l'habitatge principal de la família, 27 eren segones residències i 6 estaven desocupats. 73 eren cases i 5 eren apartaments. Dels 45 habitatges principals, 33 estaven ocupats pels seus propietaris, 9 estaven llogats i ocupats pels llogaters i 3 estaven cedits a títol gratuït; 6 tenien dues cambres, 9 en tenien tres, 13 en tenien quatre i 17 en tenien cinc o més. 33 habitatges disposaven pel capbaix d'una plaça de pàrquing. A 22 habitatges hi havia un automòbil i a 19 n'hi havia dos o més.

### Piràmide de població
La piràmide de població per edats i sexe el 2009 era:
| Homes | Edats   | Dones |
| ----- | ------- | ----- |
| 0     | 95 o +  | 0     |
| 0     | 90 a 94 | 0     |
| 4     | 85 a 89 | 0     |
| 0     | 80 a 84 | 0     |
| 0     | 75 a 79 | 0     |
| 4     | 70 a 74 | 4     |
| 0     | 65 a 69 | 4     |
| 4     | 60 a 64 | 4     |
| 0     | 55 a 59 | 4     |
| 4     | 50 a 54 | 0     |
| 4     | 45 a 49 | 0     |
| 0     | 40 a 44 | 12    |
| 16    | 35 a 39 | 4     |
| 4     | 30 a 34 | 4     |
| 4     | 25 a 29 | 8     |
| 0     | 20 a 24 | 4     |
| 0     | 15 a 19 | 0     |
| 12    | 10 a 14 | 0     |
| 4     | 5 a 9   | 4     |
| 4     | 0 a 4   | 4     |

## Economia
El 2007 la població en edat de treballar era de 62 persones, 41 eren actives i 21 eren inactives. De les 41 persones actives 38 estaven ocupades (20 homes i 18 dones) i 3 estaven aturades (2 homes i 1 dona). De les 21 persones inactives 12 estaven jubilades, 4 estaven estudiant i 5 estaven classificades com a «altres inactius».
Activitats econòmiques
Dels 2 establiments que hi havia el 2007, 1 era d'una empresa alimentària i 1 d'una empresa classificada com a «altres activitats de serveis».
L'únic establiment comercial que hi havia el 2009 era una fleca.
L'any 2000 a Saint-Gineis-en-Coiron hi havia 18 explotacions agrícoles que ocupaven un total de 856 hectàrees.

## Poblacions més properes
El següent diagrama mostra les poblacions més properes.